# Dinoderus nitidus
Dinoderus nitidus es una especie de escarabajo de bambú del género Dinoderus, de la familia Bostrichidae, orden Coleoptera. Fue descrita por Lesne en 1897.

## Distribución
Se distribuye por Oceanía: Polinesia Francesa y Papúa Nueva Guinea.